# Ustaritz Aldekoaotalora
Ustaritz Aldekoaotalora Astarloa eller bare Ustaritz (født 16. februar 1983 i Abadiño, Spanien) er en spansk fodboldspiller, der spiller som midterforsvarer hos Penafiel. Han har spillet for klubben siden 2015, hvor han skiftede fra Arouca. Han var tilknyttet Athletic Bilbao som ungdomsspiller. Hans første år som seniorspiller blev tilbragt i Athletics satellitklub CD Baskonia.